# Oberonia intermedia
Oberonia intermedia är en orkidéart som beskrevs av George King och Robert Pantling. Oberonia intermedia ingår i släktet Oberonia och familjen orkidéer. Inga underarter finns listade i Catalogue of Life.